# Пауль Фелікс Шмідт
Пауль Фелікс Шмідт (нім. Paul Felix Schmidt 20 серпня 1916, Нарва — 11 серпня 1984, Аллентаун) — естонський та німецький шахіст, шаховий літератор, хімік.

## Шахова біографія
Пауль Фелікс Шмідт народився у Нарві, проживав у столиці Естонії, Таллінні. У кінці міжвоєнного періоду був одним із найсильніших шахістів країни. В червні 1935 18-річний юнак виграв матч у чемпіона Естонії, свого однолітка Пауля Кереса. Наступного року зіграв з ним іще один матч унічию (+3 –3 =1) в Пярну. У 1936, Шмідт виграв 8-й чемпіонат Естонії у Таллінні. На ще одному тогорічному талліннському турнірі в грудні Пауль Фелікс посів друге місце (за Кересом). У липні 1937 він виграв перший в історії Естонії міжнародний шаховий турнір у Пярну попереду двох претендентів на титул чемпіона світу — Саломона Флора та Кереса, а також попереду шведського чемпіона Гідеона Штальберга. У 1937 в Таллінні Шмідт підтвердив своє чемпіонство.
В серпні 1937 молодий шахіст зіграв за збірну на 7-й шаховій олімпіаді в Стокгольмі (+4 –4 =8). У червні 1938 поділив 8-10 місце на турнірі в Нордвейку. Початок ІІ світової війни, як і багато інших шахістів застав Шмідта на 8-й Олімпіаді в Буенос-Айресі, де він грав на 3-й шахівниці (+2 –5 =6). Естонія здобула місце на п'єдесталі слідом за Німеччиною та Польщею
Тоді ж, восени 1939, етнічні німці Шмідти віддали перевагу переселенню до Німеччини з Естонії, що підпадала під вплив СРСР. Родина поселилася в анексованій у Польщі Країні Варти, в Бромберзі. Пауль Фелікс вивчав хімію в Данцизі, а пізніше в Гайдельберзі. У серпні 1940, коли його батьківщина вже була анексована та перетворена на Естонську РСР, Пауль Фелікс Шмідт змагався за першість Німеччини. Він поступився першим місцем на 7-му чемпіонаті країни Георгу Кінінгеру у Бад-Ейнгаузені. Але вже на наступному, в серпні 1941 завоював цей титул, набравши в турнірі рівну з Клаусом Юнге кількість очок, а потім обіграв суперника (+3 –0 =1) в матчі-плей-оф у Бидгощі. У 1941 Шмідт поділив з Олександром Алехіним перемогу на другому турнірі Генерал-Губернаторства. У червні 1942 разом з Юнге і слідом за Алехіним і Кересом поділив 3-4 місця у Зальцбурзі, а через рік уже одноосібно повторив цей результат. У серпні 1943 у Відні на Х чемпіонаті Німеччини був другим (за Йозефом Локвенцем).
Менш успішно продовжував виступи після завершення війни. У травні 1946 поділив 2-3 місце у Гамбурзі. У травні 1947 був другим за Юхимом Боголюбовим у Касселі. У 1949 посів 3-5 місце турніру в Гайдельберзі, на якому переміг Вольфганг Унцікер.
У 1949 Шмідт опублікував книгу нім. Schachmeister denken. У 1950 отримав від ФІДЕ звання міжнародного майстра. У 1951 завершив Гайдельберзький університет зі ступенем доктора наук з хімії. Тоді ж Пауль Фелікс Шмідт завершив шахову кар'єру, переїхавши спершу в Канаду, за тим у США, де поселився в Філадельфії, зайнявся викладанням, зрідка граючи в шахи.
Пізніше разом з дружиною Євою працював у Bell Telephone Laboratories, в Аллентауні, Пенсільванія, зробивши значний внесок у розвиток електрохімії, дослідження анодного окислення кремнію. Був експертом з нейтронно-активаційного аналізу, опублікувавши низку статей на цю тему. Підтримував дружні стосунки з гросмейстером Ройбеном Файном з Нью-Йорка.

## Видатні партії Шмідта
- Paul Felix Schmidt vs Paul Keres, Pärnu 1937, Queen's Gambit Declined, D06, 1-0
- Paul Felix Schmidt vs Klaus Junge, Bad Oeynhausen 1941, 8th GER-ch, Queen's Gambit Declined Semi-Slav, Meran Variation, D49, 1-0
- Paul Felix Schmidt vs Teodor Regedzinski, Krakow/Warsaw 1941, Caro-Kann Defense, Two Knights Attack, B10, 1-0
- Paul Felix Schmidt vs Gösta Stoltz, Salzburg 1942, Sicilian Defense, Najdorf, Opocensky Variation, B92, 1-0
- Efim Bogoljubow vs Paul Felix Schmidt, Salzburg 1943, Queen's Gambit Declined, Semi-Slav, Meran Variation, D49, 0-1